# ألكسيس وايت
ألكسيس وايت (بالإنجليزية: Alexis Waite)‏ هي متزلجة أمريكية، ولدت في 30 أكتوبر 1981.